# Vierfaches Amt
Unter der Lehre vom Vierfachen Amt versteht man ein besonderes kirchliches Amtsverständnis, welches insbesondere in den apostolischen Gemeinschaften vorkommt. In einigen ist es bis heute profilbildendes Spezifikum.

## Vierfaches Amt im Calvinismus
Johannes Calvins „vierfaches Amt“ geht von einem gleichberechtigten Miteinander von Predigern, Lehrern, Presbytern und Diakonen aus, wobei alle miteinander das „geistliche Amt“ bilden.  Daraus resultiert eine besondere Aufwertung der Laien in den Strukturen der reformierten Kirchen.

## Vierfaches Amt in den katholisch-apostolischen Gemeinden
Die Theologie zum vierfachen Amt wurde in den katholisch-apostolischen Gemeinden aus dem Epheserbrief entwickelt. Dort heißt es in Epheser 4,11 Und er gab den einen das Apostelamt, andere setzte er als Propheten ein, andere als Evangelisten, andere als Hirten und Lehrer,....
Zur biblischen Legitimation wurden auch die biblischen Bilder der vier Ströme des Paradieses aus Gen 2,10–14  und der vier Tiere aus Offb 4,6–8  herangezogen.
Nach der Lehre vom vierfachen Amt gibt es drei Weihestufen (Engel (Gemeindebischof), Priester, Diakon), aber auch eine vertikale Charakterzuordnung zu einem der sogenannten vier Amtscharaktere Ältester (entspricht auf Gemeindeebene dem Apostel), Prophet, Evangelist und Hirte.

## Vierfaches Amt in Apostolischen Gemeinschaften
Die Haltung der weiteren Gruppierungen, die zum Spektrum der apostolischen Gemeinschaften gehören, ist sehr disparat. Etliche Gemeinschaften erkennen diese Lehre bis heute an, in etlichen Gemeinschaften ist diese Lehre aus historischen oder exegetischen Gründen nicht mehr Bestandteil der Lehre. Auch war die Lehre vom vierfachen Amt Ursache von Spannungen und Spaltungen in der apostolischen Bewegung.

## Kritik
Die Lehre vom vierfachen Amt gilt etlichen Exegeten als falsche Auslegung von Epheser 4. Vielmehr könnte hier von einem fünffachen Amt gesprochen werden, denn die Lehrer bilden einen eigenen Charakter. Ferner beziehe sich dies nicht auf ordinierte Ämter in der Gemeinde, sondern auf einen Dienst der Gemeinde, jeden nach seinen Veranlagungen und Charakteren entsprechend in der Gemeindearbeit einzubinden. In charismatischen Kreisen findet jedoch die Lehre vom Vierfachen Amt, jedoch ohne diese als ordinierte Ämter anzusehen, breiten Anklang.